# Movistar Open 2003 - Qualificazioni singolare
Le qualificazioni del singolare  del Movistar Open 2003 sono state un torneo di tennis preliminare per accedere alla fase finale della manifestazione. I vincitori dell'ultimo turno sono entrati di diritto nel tabellone principale. In caso di ritiro di uno o più giocatori aventi diritto a questi sono subentrati i lucky loser, ossia i giocatori che hanno perso nell'ultimo turno ma che avevano una classifica più alta rispetto agli altri partecipanti che avevano comunque perso nel turno finale.
Le qualificazioni del torneo Movistar Open 2003 prevedevano 32 partecipanti di cui 4 sono entrati nel tabellone principale.

## Teste di serie
1. Nicolas Coutelot (primo turno)
2. Rubén Ramírez Hidalgo (ultimo turno)
3. Juan Antonio Marín (primo turno)
4. Filippo Volandri (secondo turno)

1. Mario Radić (ultimo turno)
2. Mariano Delfino (primo turno)
3. Sergio Roitman (ultimo turno)
4. Diego Moyano (ultimo turno)

## Qualificati
1. Marcos Daniel
2. František Čermák

1. Sebastián Prieto
2. Oscar Serrano-Gamez

## Tabellone

### Legenda
| - Q = Qualificato - WC = Wild card - LL = Lucky loser | - ALT = Alternate - SE = Special Exempt - PR = Protected Ranking | - w/o = Walkover - r = Ritirato - d = Squalificato |

### Sezione 1
|  | Primo turno      | Primo turno      | Primo turno      | Primo turno | Primo turno |  |  | Secondo turno   | Secondo turno   | Secondo turno   | Secondo turno | Secondo turno |   |   | Ultimo turno | Ultimo turno  | Ultimo turno  | Ultimo turno | Ultimo turno |  |
|  |                  |                  |                  |             |             |  |  |                 |                 |                 |               |               |   |   |              |               |               |              |              |  |
|  |                  | Marcos Daniel    | 5                | 7           | 6           |  |  |                 |                 |                 |               |               |   |   |              |               |               |              |              |  |
|  | 1                | Nicolas Coutelot | 7                | 63          | 3           |  |  | Marcos Daniel   | Marcos Daniel   | Marcos Daniel   | 7             | 6             |   |   |              |               |               |              |              |  |
|  | Óscar Hernández  | Óscar Hernández  | Óscar Hernández  | 6           | 6           |  |  | Óscar Hernández | Óscar Hernández | Óscar Hernández | 5             | 1             |   |   |              |               |               |              |              |  |
|  | Martín Rodríguez | Martín Rodríguez | Martín Rodríguez | 3           | 1           |  |  |                 |                 |                 |               |               |   |   |              | Marcos Daniel | Marcos Daniel | 7            | 6            |  |
|  | Jorge Aguilar    | Jorge Aguilar    | Jorge Aguilar    | 6           | 6           |  |  |                 |                 | 5               | Mario Radić   | Mario Radić   | 5 | 2 |              |               |               |              |              |  |
|  | Gorka Fraile     | Gorka Fraile     | Gorka Fraile     | 4           | 2           |  |  |                 | Jorge Aguilar   | 4               | 6             | 3             |   |   |              |               |               |              |              |  |
|  | 5                | Mario Radić      | Mario Radić      | 6           | 6           |  |  | 5               | Mario Radić     | 6               | 4             | 6             |   |   |              |               |               |              |              |  |
|  |                  | Jaime Fillol     | Jaime Fillol     | 1           | 2           |  |  |                 |                 |                 |               |               |   |   |              |               |               |              |              |  |

### Sezione 2
|  | Primo turno   | Primo turno           | Primo turno           | Primo turno | Primo turno |  |  | Secondo turno    | Secondo turno         | Secondo turno         | Secondo turno    | Secondo turno    |   |   | Ultimo turno | Ultimo turno          | Ultimo turno          | Ultimo turno | Ultimo turno |  |
|  |               |                       |                       |             |             |  |  |                  |                       |                       |                  |                  |   |   |              |                       |                       |              |              |  |
|  | 2             | Rubén Ramírez Hidalgo | Rubén Ramírez Hidalgo | 6           | 6           |  |  |                  |                       |                       |                  |                  |   |   |              |                       |                       |              |              |  |
|  |               | Martín Alund          | Martín Alund          | 1           | 1           |  |  | 2                | Rubén Ramírez Hidalgo | Rubén Ramírez Hidalgo | 7                | 6                |   |   |              |                       |                       |              |              |  |
|  | Marc López    | Marc López            | Marc López            | 6           | 6           |  |  |                  | Marc López            | Marc López            | 5                | 0                |   |   |              |                       |                       |              |              |  |
|  | Edgardo Massa | Edgardo Massa         | Edgardo Massa         | 1           | 4           |  |  |                  |                       |                       |                  |                  |   |   | 2            | Rubén Ramírez Hidalgo | Rubén Ramírez Hidalgo | 3            | 63           |  |
|  | Gastón Etlis  | Gastón Etlis          | Gastón Etlis          | 6           | 6           |  |  |                  |                       |                       | František Čermák | František Čermák | 6 | 7 |              |                       |                       |              |              |  |
|  | Juan Giner    | Juan Giner            | Juan Giner            | 4           | 4           |  |  | Gastón Etlis     | Gastón Etlis          | 6                     | 2                | 6(0)             |   |   |              |                       |                       |              |              |  |
|  |               | František Čermák      | František Čermák      | 6           | 7           |  |  | František Čermák | František Čermák      | 3                     | 6                | 7                |   |   |              |                       |                       |              |              |  |
|  | 6             | Mariano Delfino       | Mariano Delfino       | 2           | 5           |  |  |                  |                       |                       |                  |                  |   |   |              |                       |                       |              |              |  |

### Sezione 3
|  | Primo turno         | Primo turno         | Primo turno     | Primo turno | Primo turno |  |  | Secondo turno    | Secondo turno       | Secondo turno | Secondo turno | Secondo turno |   |   | Ultimo turno | Ultimo turno     | Ultimo turno | Ultimo turno | Ultimo turno |  |
|  |                     |                     |                 |             |             |  |  |                  |                     |               |               |               |   |   |              |                  |              |              |              |  |
|  |                     | Sebastián Prieto    | 1               | 6           | 7           |  |  |                  |                     |               |               |               |   |   |              |                  |              |              |              |  |
|  | 3                   | Juan Antonio Marín  | 6               | 2           | 5           |  |  | Sebastián Prieto | Sebastián Prieto    | 3             | 7             | 6             |   |   |              |                  |              |              |              |  |
|  | Leonardo Olguín     | Leonardo Olguín     | Leonardo Olguín | 6           | 6           |  |  | Leonardo Olguín  | Leonardo Olguín     | 6             | 5             | 3             |   |   |              |                  |              |              |              |  |
|  | Enzo Artoni         | Enzo Artoni         | Enzo Artoni     | 3           | 4           |  |  |                  |                     |               |               |               |   |   |              | Sebastián Prieto | 6            | 2            | 6            |  |
|  | Didac Perez-Minarro | Didac Perez-Minarro | 7               | 2           | 7           |  |  |                  |                     | 8             | Diego Moyano  | 2             | 6 | 2 |              |                  |              |              |              |  |
|  | Juan Mónaco         | Juan Mónaco         | 64              | 6           | 5           |  |  |                  | Didac Perez-Minarro | 63            | 6             | 4             |   |   |              |                  |              |              |              |  |
|  | 8                   | Diego Moyano        | Diego Moyano    | 6           | 6           |  |  | 8                | Diego Moyano        | 7             | 3             | 6             |   |   |              |                  |              |              |              |  |
|  |                     | Éric Prodon         | Éric Prodon     | 3           | 0           |  |  |                  |                     |               |               |               |   |   |              |                  |              |              |              |  |

### Sezione 4
|  | Primo turno         | Primo turno         | Primo turno         | Primo turno | Primo turno |  |  | Secondo turno | Secondo turno       | Secondo turno       | Secondo turno  | Secondo turno |   |    | Ultimo turno | Ultimo turno        | Ultimo turno | Ultimo turno | Ultimo turno |  |
|  |                     |                     |                     |             |             |  |  |               |                     |                     |                |               |   |    |              |                     |              |              |              |  |
|  | 4                   | Filippo Volandri    | Filippo Volandri    | 7           | 6           |  |  |               |                     |                     |                |               |   |    |              |                     |              |              |              |  |
|  |                     | Hugo Armando        | Hugo Armando        | 65          | 3           |  |  | 4             | Filippo Volandri    | Filippo Volandri    | 4              | 4             |   |    |              |                     |              |              |              |  |
|  | Oscar Serrano-Gamez | Oscar Serrano-Gamez | Oscar Serrano-Gamez | 7           | 6           |  |  |               | Oscar Serrano-Gamez | Oscar Serrano-Gamez | 6              | 6             |   |    |              |                     |              |              |              |  |
|  | Phillip Harboe      | Phillip Harboe      | Phillip Harboe      | 5           | 2           |  |  |               |                     |                     |                |               |   |    |              | Oscar Serrano-Gamez | 65           | 6            | 7            |  |
|  | Andreas Seppi       | Andreas Seppi       | 5                   | 6           | 7           |  |  |               |                     | 7                   | Sergio Roitman | 7             | 4 | 64 |              |                     |              |              |              |  |
|  | Andres Dellatorre   | Andres Dellatorre   | 7                   | 0           | 68          |  |  |               | Andreas Seppi       | Andreas Seppi       | 2              | 3             |   |    |              |                     |              |              |              |  |
|  | 7                   | Sergio Roitman      | Sergio Roitman      | 6           | 6           |  |  | 7             | Sergio Roitman      | Sergio Roitman      | 6              | 6             |   |    |              |                     |              |              |              |  |
|  |                     | Marcelo Charpentier | Marcelo Charpentier | 4           | 4           |  |  |               |                     |                     |                |               |   |    |              |                     |              |              |              |  |